# Nelle mani giuste
Nelle mani giuste è un romanzo scritto da Giancarlo De Cataldo pubblicato nel giugno 2007 dalla casa editrice Einaudi nella collana Stile Libero - BIG. Si presenta come l'ideale seguito del primo successo dell'autore Romanzo criminale, ispirato alla vera storia della banda della Magliana e ambientato tra gli anni '70 e la fine degli anni '80. La vicenda narrata ne Nelle mani giuste si svolge tra il 1992 e il 1993 e si snoda tra l'inchiesta Mani Pulite e la fine della cosiddetta Prima Repubblica, focalizzando l'attenzione sulle stragi del continente.

## Personaggi
- Nicola Scialoja: l'erede del Vecchio
- Cinzia Vallesi, in arte Patrizia: l'amante di Scialoja
- Tenente Camporesi: il braccio destro di Scialoja
- Stalin Rossetti: il capo della Catena
- Pino Marino: un killer sentimentale
- Valeria: la donna di Pino Marino
- Il Guercio, Yanez: altri operativi della Catena
- Ilio Donatoni: un imprenditore discusso
- Il Fondatore: un imprenditore indiscutibile
- Maya Donatoni: moglie di Ilio e figlia del Fondatore
- Raffaella Donatoni: figlia di Ilio e Maya
- Giulio Gioioso: un faccendiere siciliano
- Angelino Lo Mastro: un boss della nuova guardia
- Zu' Cosimo: un boss della vecchia guardia
- Senatore Argenti: un progressista tutto d'un pezzo
- Beatrice Argenti: moglie del Senatore Argenti
- Emanuele Carù: un giornalista che guarda a destra
- Il Vecchio: un uomo che non esiste
- Ramino Rampoldi, Sonila Landinisi, B.G., Rocco Lepore, Onorevole Corazza, Mariella Brin, Michelina Catinari: i comprimari

## Corrispondenze con personaggi reali
Anche se l'autore ha precisato nella Prefazione che i personaggi del romanzo sono frutto di fantasia, a eccezione delle personalità pubbliche espressamente citate, in realtà parecchi caratteri sono tratteggiati in modo preciso, tanto che è facile ricollegare alcuni di loro a personaggi reali, viventi o no.
- Stalin Rossetti: ispirato a Paolo Bellini, il nome richiama probabilmente quello di Siro Rosseti, ex generale del SID e collaboratore di Licio Gelli
- Ilio Donatoni: Raul Gardini
- Il Fondatore: Serafino Ferruzzi
- Maya Donatoni: Idina Ferruzzi
- Giulio Gioioso: un mix tra Luigi Bisignani, Marcello Dell'Utri e Giuseppe Garofano
- Angelino Lo Mastro: Per alcuni aspetti richiama la figura di Matteo Messina Denaro
- Zu' Cosimo: Per il ruolo che ricopre nella vicenda ricorda Leoluca Bagarella
- Senatore Argenti: Achille Occhetto
- Emanuele Carù: Giuliano Ferrara
- Il Vecchio: Federico Umberto D'Amato
- Ramino Rampoldi: un mix tra Loris Zaffra e Bruno Falconieri
- Onorevole Corazza: Franco Evangelisti

## Capitoli
| Capitolo | Titolo                          |
| -------- | ------------------------------- |
| Prologo  | Campagna casertana, estate 1982 |
| 1        | Cose di Cosa nostra             |
| 2        | Gli orfani del Vecchio          |
| 3        | Contatti & contratti            |
| 4        | Maya e gli altri                |
| 5        | La figlia del Fondatore         |
| 6        | La Catena                       |
| 7        | La Morte e la fanciulla         |
| 8        | Pino Marino e Valeria           |
| 9        | La Bella e la Bestia            |
| 10       | Mani pulite                     |
| 11       | L'amico americano               |
| 12       | Disvelamenti                    |
| 13       | Statisti                        |
| 14       | Lady Ero comes back             |
| 15       | Bianco Natal                    |
| 16       | Il crepuscolo degli dèi         |
| 17       | L'illuminazione di Carù         |
| 18       | Gli inesorabili                 |
| 19       | Resurrezione                    |
| 20       | Quando il gioco si fa duro...   |
| 21       | Effetti collaterali             |
| 22       | La sincerità                    |
| 23       | Family life                     |
| 24       | Il poema delle bombe            |
| 25       | La perdizione                   |
| 26       | I left my heart in Portofino    |
| 27       | La forza del sentimento         |
| 28       | La fine è nota                  |
| 29       | Epilogo                         |
|          | Titoli di coda                  |

## Trama
La narrazione si articola in quattro grandi filoni che si intrecciano fino ad arrivare a un'unica soluzione finale.

### L'eredità del Vecchio
La morte di Salvo Lima rappresenta uno spartiacque nei rapporti tra Stato e Mafia che da quel momento cominciano a peggiorare anche sulla spinta delle inchieste della Procura di Palermo, in particolare dei giudici Falcone e Borsellino. A provare a ricucire i rapporti con la Mafia è il funzionario dei servizi che ha sostituito il Vecchio, il commissario Nicola Scialoja che, oltre alla carica, ne ha ereditato soprattutto il materiale riservato: due Tir pieni di dossier, quasi tutti illegali, che ripercorrono la storia del paese dal fascismo a oggi. Scialoja apre un canale informale con Angelino Lo Mastro, emergente boss mafioso dai modi raffinati, con il quale comincia una trattativa segreta per una tregua. Nello stesso periodo Scialoja ricomincia a frequentare Patrizia, l'ex compagna del Dandi, un boss della banda della Magliana, che già frequentava ai tempi in cui dava la caccia alla più spietata banda criminale di Roma tra gli anni Settanta e Ottanta. Con Patrizia, Scialoja si confida, la mette al corrente della sua attività e delle sue iniziative. Senza sospettare che Patrizia, nel frattempo era diventata la moglie di Stalin Rossetti.

### La Catena
Stalin Rossetti è stato il comandante operativo della Catena, una cellula paramilitare segreta che operava agli ordini del Vecchio e che da lui era stata creata ai tempi di Gladio. Dai campi di addestramento di Gladio venivano scelti gli elementi migliori che, ufficialmente, venivano allontanati per insubordinazione, ma che in realtà andavano a compiere azioni segrete e illegali per conto del Vecchio, cioè per conto dello Stato. La Catena usufruiva di fondi illimitati. Poco prima di morire, il Vecchio sciolse la Catena, ma i suoi componenti continuarono ad operare nell'illegalità fino a che Stalin Rossetti, che già mirava ad ottenere il posto del Vecchio ma che si è visto sorpassato da Scialoja, progetta una nuova strategia della tensione, da attuarsi assieme alla Mafia, per prendere il posto a Scialoja ed entrare in possesso dei dossier del Vecchio. Per fare questo si serve dei suoi vecchi compagni, il Guercio, Yanez e lo spietato killer Pino Marino, ma soprattutto di un'infiltrata insospettabile, Patrizia.

### L'Impero del Fondatore
Alla morte del Fondatore, dopo averne sposato la figlia Maya, Ilio Donatoni assume il controllo di una delle aziende più note e più floride a livello nazionale. Ilio Donatoni è un uomo ammirato, temuto e rispettato, con amicizie influenti e alte protezioni politiche. La sua azienda è apparentemente sana, ma deve il suo successo a discutibili operazioni finanziarie al Nord, compiute con l'appoggio di politici corrotti, e alla protezione della Mafia in Sicilia, dove l'azienda apre molti cantieri in seguito ai parecchi appalti che riesce a vincere. Alla fine degli anni Novanta sull'azienda di Ilio Donatoni incombe l'ombra di Mani Pulite al Nord e al Sud comincia a venir meno l'appoggio della Mafia, rappresentata dal faccendiere Giulio Gioioso. L'azienda entra in una grave crisi di liquidità e anche il rapporto familiare tra Maya e Ilio comincia a vacillare. L'idea di Maya è quella di mollare tutto prima della fine, ma la crisi è molto più grave di quanto possa pensare: il pool di Milano comincia l'inchiesta e i debiti con la Mafia sono inestinguibili. Per Ilio Donatoni la soluzione sta in un colpo di pistola di fronte allo specchio della sua casa. Maya, nel frattempo, trova consolazione confidando tutto a una sua nuova amica, Patrizia.

### Cose di Cosa Nostra
Dopo la cattura di Totò Riina, il rapporto di Cosa Nostra con lo Stato non si può più ricucire, e bisogna passare all'azione con una nuova strategia per far capire allo Stato chi comanda davvero, per prendersi l'Italia prima che finisca in mano ai comunisti, dopo la caduta ormai imminente della Prima Repubblica e delle protezioni che essa si portava appresso. La strategia di Cosa Nostra è basata sulle stragi. Questo è l'ordine perentorio della cupola, se necessario con l'appoggio per azioni di fiancheggiamento e depistaggio della banda di Stalin Rossetti e soci, la Catena. Ad Angelino Lo Mastro e alla Mafia piace Stalin Rossetti, che era un fiduciario del Vecchio, un uomo che meritava rispetto e che più di ogni altro incarnava i rapporti tra Mafia e Stato durante la Prima Repubblica.
Il resto è storia: attentato di Via Fauro contro Maurizio Costanzo, di Via dei Georgofili a Firenze, di Via Palestro a Milano, di Piazza San Giovanni in Laterano e di Via del Velabro a Roma. E poi il mistero sull'attentato fallito allo Stadio Olimpico a Roma, potenzialmente il più distruttivo e sanguinario, che viene ricostruito dall'Autore, per sua stessa ammissione in prefazione, in maniera differente da come venne ricostruito in sede giudiziaria.

## Curiosità
- È lo stesso Stalin Rossetti a spiegare il perché del suo nome "particolare". Il padre era comunista. Lui, invece, è dichiaratamente neofascista.
- Stalin Rossetti e Patrizia si sono sposati nelle isole Fiji. Un particolare molto importante per spiegare la psicologia dell'ex prostituta che Scialoja mette a fuoco solo dopo la morte di Patrizia. Il commissario ricorda la prima volta che entrò di nascosto in camera di Patrizia, quando era ancora una prostituta e aveva come cliente il Dandi, notò tra gli effetti personali un volantino che pubblicizzava un viaggio da sogno nei mari del Sud (episodio raccontato in Romanzo criminale).

## Edizioni
- Giancarlo De Cataldo, Nelle mani giuste, collana Stile Libero - BIG, Einaudi, 2007,  pp. 336, cap. 32, ISBN 978-88-06-18539-8.